# Tage Håkansson
Emil Gottfrid Tage Håkansson, född 26 augusti 1890 i Karlskrona, död 1966 i Karlskrona, var en svensk målare.
Han var son till båtbyggaren Hans Johan Håkansson och Emeli Sofia Svensson och från 1925 gift med Kerstin Debora Hedlund. Håkansson studerade för Nils Asplund 1911-1912 och på Althins målarskola 1916-1917 samt vid Konstakademien i Stockholm 1917-1918 och under en studieresa till München 1922. Separat ställde han ut upprepade tillfällen i Karlskrona och han medverkade i Sveriges allmänna konstförenings utställningar 1930-1939 samt i Jubileumsutställningen i Karlskrona 1930. Bland hans offentliga arbeten märks muralmålningarna i Karlskrona yrkesskola och Saltöfolkskolan i Karlskrona. Hans konst består av stilleben, porträtt och landskapsmålningar i olja, akvarell och tempera. Håkansson är representerad vid Statens konstråd. 